# Kazimierz Gzowski
Kazimierz Aleksander Gzowski (Sumy, 8 de outubro de 1901 -  25 de junho de 1986) foi um ginete polonês e medalhista olímpico, especialista em saltos.

## Carreira
Kazimierz Gzowski representou seu país nos Jogos Olímpicos de Verão de 1928, na qual conquistou a medalha de prata nos saltos por equipes, em 1928.